# Горбунов, Кузьма Яковлевич
Кузьма Яковлевич Горбунов (1903, Симбирская губерния — 1986, Москва) — советский прозаик.

## Биография
Родился 28 октября (10 ноября) 1903 года в семье крестьянина в селе Паньшино Сызранского уезда Симбирской губернии (ныне Радищевского района Ульяновской области). Окончив 3-х классное церковно-приходское училище, работал в хозяйстве отца.
В 1920—1923 годах учился в Сызранской единой трудовой школе 2-й ступени. С 1918 года был селькором в газете «Сызранский коммунар», с 1922 года — её штатный сотрудник.
Осенью 1923 года поступил в Высший литературно-художественный институт, организованный В. Я. Брюсовым, но вынужден был уйти после 1-го курса.
В 1923—1924 годах работал в газете «Набат» города Серпухова, затем вернулся в Сызрань. Работал в симбирских газетах «Пролетарский путь», «Красная жатва», был штатным разъездным корреспондентом куйбышевской «Средневолжской коммуны». В сызранской редакции газеты «Красный Октябрь» заведовал отделами сельской и рабочей жизни, с 1928 по 1930 год работал секретарём редакции газеты. Его корреспонденции печатали газеты «Правда», «Известия», московские журналы «Красная нива», «Смена», «Молодая гвардия».
Первое литературное произведение К. Я. Горбунова — стихотворение «Север», было напечатано в 1919 году в сызранском журнале «Отклики», редактором которого был писатель К. А. Федин. Наблюдения над жизнью средневолжского села легли в основу первого сборника рассказов «Шефовы сапоги» (1925) и романа «Ледолом» (1929), который был написан в Ульяновске. «Ледолом» был высоко оценён А. М. Горьким, который написал предисловие к роману, впервые напечатанному в 1930 году; Горький писал: «Просто, без молодецкого щегольства, словами без вычурных затейливых фраз он изобразил Октябрь в деревне». Впоследствии Горбунов перерабатывал и дополнял свой роман, но в основе своей он остался таким же, каким прочитал его А. М. Горький.
Чёткий по композиции, написанный ярким народным языком, этот роман принадлежит к значительным книгам периода становления советской литературы. Роман был переведён на болгарский, венгерский, польский, словацкий языки.
В 1931 году по пьесе В. Чуркина, написанной по роману К. Я. Горбунова «Ледолом», был снят одноимённый фильм (режиссёр — Б. Барнет).
Тема социалистического преобразования деревни нашла также отражение в повестях «Чайная "Уют"» (1930), «Семья» (1939) и в романе «Меж крутых берегов» (1968).
С 1931 года К. Я. Горбунов жил в Москве. Активно сотрудничал в журнале «Наши достижения», созданном А. М. Горьким. Стоял у истоков Союза писателей СССР, был членом оргкомитета. В 1934 году принимал участие в подготовке I съезда писателей СССР; во время его работы выступил с докладом «О работе издательств с начинающими писателями», где дал широкий анализ молодой советской литературы.
В 1934 году увидела свет антология «Беломорско-Балтийский канал имени Сталина. История строительства. 1931—1934», рассказывающая о строительстве первого судоходного канала в СССР. В 1937 году весь тираж этой книги был изъят из обращения и уничтожен. Уцелели считанные экземпляры. Главная ценность этой книги в том, что она являлась документом эпохи, описывала время глазами людей, которые в нём жили. При написании этой книги, в числе других писателей К. Я. Горбунов совершил поездку на строительство канала, его заметки вошли в главы «Заключённые авторы», «Штурм Водораздела».
В годы Великой Отечественной войны К. Я. Горбунов написал более десятка рассказов и очерков, повествующих о подвигах советских людей на фронте и в тылу.
В 1969 году написал роман «Меж крутых берегов», в котором писатель изобразил средневолжскую деревню 1914—1917 годов.
К. Я. Горбунов много работал в области художественного перевода с языков народов СССР, им переведены роман Г. Мустафина «Караганда», роман Панахи Макулу «Саттар-хан» (части 1-2) и другие, выступал в качестве критика.
Скончался в Москве 22 марта 1986 года.

### В периодических изданиях
- Горбунов К.Я. «Жалость» повесть // Красная новь.  — 1932.  — № 6.  — С. 127-138.
- Горбунов, К. Я. Всё это с детства знакомо : отрывки из книги К. Горбунова «Ледолом» / Кузьма Яковлевич Горбунов // Мономах. — 2007. — № 4. — С. 27-30.
- Горбунов, К. Я. Часы идут : рассказ / Кузьма Яковлевич Горбунов // Литературный Ульяновск. — 2009. — № 2 (12). — С. 103-108 : портр.